# Pierre Rameau
Pour les articles homonymes, voir Rameau.
Œuvres principales
Le Maître à danser
Maître de danse français, Pierre Rameau est né en 1674 et mort en 1748 à Nanterre. Si sa vie nous est demeurée à peu près inconnue, son œuvre a par contre marqué un tournant dans la pratique et la théorie de la danse au XVIIIe siècle. Maître à danser des pages de la reine d'Espagne, il occupe ensuite la même fonction auprès de la Maison de la reine de France.
Son premier ouvrage, Le Maître à danser, paraît en 1725 et connaîtra deux rééditions en 1734 et 1748 et une traduction en anglais par John Essex en 1728, sous le titre The Dancing-Master. En 1725, Rameau publie aussi un Abbrégé [sic] de la nouvelle méthode dans l'art d'écrire et de tracer toutes sortes de danses de ville, traité directement inspiré de la Chorégraphie de Raoul Auger-Feuillet.
Dans Le Maître à danser, Rameau détaille l'exécution des pas tels que Feuillet les avait notés, ajoutant de nombreuses remarques sur les équilibres et les ports de bras, ainsi qu'une description complète du menuet. Les nouvelles approches qu'il fait de la « belle danse » permettent d'évaluer le chemin parcouru en un quart de siècle dans la technique et le répertoire des danses de ville et de théâtre.